# Ballersdorf (Cadolzburg)
Ballersdorf (fränkisch: Balleasch-doaf) ist ein Gemeindeteil des Marktes Cadolzburg im Landkreis Fürth (Mittelfranken, Bayern). Ballersdorf liegt in der Gemarkung Deberndorf.

## Geografie
Der Weiler liegt 5,5 Kilometer südwestlich von Cadolzburg im Tal des Reichenbachs, eines linken Zuflusses der Bibert. Naturräumlich befindet er sich im Rangau. Im Nordwesten grenzt ein kleines Waldgebiet an, ansonsten ist der Ort von Acker- und Grünland umgeben. Die Flur südlich des Ortes wird Am Vogelherd genannt, südwestlich des Ortes liegt der Herbstbuck. Eine Gemeindeverbindungsstraße führt nach Hornsegen (1,1 km westlich) bzw. nach Rütteldorf (0,7 km östlich), eine weitere führt nach Deberndorf zur Kreisstraße FÜ 19 (1,2 km nördlich).

## Geschichte
Erstmals urkundlich erwähnt wurde der Ort im Zusammenhang mit Verkäufen von Friz von Lebzingen an das Kloster Heilsbronn um 1343 mit dem Namen „Baldersdorf“. Das Bestimmungswort des Ortsnamens ist der Personenname Baldheri (ahd. der Starke, der Tapfere).
Gegen Ende des 18. Jahrhunderts gab es in Ballersdorf drei Anwesen. Das Hochgericht übte das brandenburg-ansbachische Oberamt Cadolzburg aus. Über den bayreuthischen Untertan übte das brandenburg-bayreuthische Stadtvogteiamt Markt Erlbach das Hochgericht in begrenztem Umfang aus. Die Dorf- und Gemeindeherrschaft hatte das Kastenamt Cadolzburg. Grundherren waren Kastenamt Cadolzburg (2 Höfe) und das brandenburg-bayreuthische Kastenamt Neuhof (1 Hof). 1799 waren die grundherrschaftlichen Verhältnisse unverändert.
Von 1797 bis 1808 unterstand der Ort dem Justiz- und Kammeramt Cadolzburg. Im Rahmen des Gemeindeedikts wurde Ballersdorf dem 1808 gebildeten Steuerdistrikt Deberndorf und der im selben Jahr gegründeten Ruralgemeinde Deberndorf zugeordnet. Die Bayerische Uraufnahme zeigt Ballersdorf in den 1810er Jahren als einen Weiler mit drei Herdstellen entlang der Straße und einem gemeinsamen Brunnen. Am 31. Dezember 1971 wurde die Gemeinde Deberndorf im Zuge der Gebietsreform in Bayern aufgelöst und Ballersdorf nach Cadolzburg eingegliedert.
Der Ort ist noch heute überwiegend landwirtschaftlich geprägt. Dazugekommen sind zwei Gehöfte nördlich und südlich des Ortskernes sowie ein aus dem Wasser des Reichenbachs angestauter, über 600 m² großer Weiher in der Ortsmitte.

### Bodendenkmal
Knapp 500 m westlich des Ortskernes befinden sich ein Bestattungsplatz mit Grabhügeln vorgeschichtlicher Zeitstellung, der als Bodendenkmal geschützt ist, und eine Jagdschanze der frühen Neuzeit.

### Einwohnerentwicklung
| Jahr      | 001818 | 001840 | 001861 | 001871 | 001885 | 001900 | 001925 | 001950 | 001961 | 001970 | 001987 | 002011 | 002020 |
| Einwohner | 26     | 19     | 26     | 24     | 23     | 21     | 29     | 45     | 20     | 19     | 25     | 23     | 22     |
| Häuser    | 3      | 3      |        |        | 4      | 4      | 4      | 6      | 5      |        | 5      |        |        |
| Quelle    | [ 15 ] | [ 16 ] | [ 17 ] | [ 18 ] | [ 19 ] | [ 20 ] | [ 21 ] | [ 22 ] | [ 23 ] | [ 24 ] | [ 25 ] |        | [ 1 ]  |

## Religion
Der Ort ist seit der Reformation evangelisch-lutherisch geprägt und bis heute nach St. Walburg (Großhabersdorf) gepfarrt. Die Einwohner römisch-katholischer Konfession sind nach St. Otto (Cadolzburg) gepfarrt.